# VR Tve1
Tve1 ist die Baureihenbezeichnung der finnischen Staatseisenbahn VR-Yhtymä für eine Serie von Kleinlokomotiven, die 1958–1963 vom Ingenieurbüro Saalasti an die Staatsbahn geliefert wurden. In der Maschinenwerkstatt Turenki wurden insgesamt 30 Lokomotiven hergestellt. Die interne Modellbezeichnung des Herstellers war Otso1.

## Geschichte
In den 1950er Jahren mussten Kleinlokomotiven beschafft werden, als Anstrengungen unternommen wurden, die Frachtkosten zu senken. Infolgedessen wurde die Zahl der Rangierbahnhöfe und die der rangierenden Nahgüterzüge reduziert, was Rangierlokomotiven an Bahnhöfen erforderlich machte, an denen regelmäßige Rangierarbeiten stattfanden.
Ein Großteil der Lokomotiven wurde hauptsächlich an Bahnhöfen im südlichen und westlichen Finnland beheimatet.

## Technik
Vor dem Endführerstand liegt der Maschinenraum. Die Lokomotiven haben einen starren Rahmen aus geschweißten Stahlplatten und Stützträgern. Der Motor ist ein luftgekühlter Deutz F8L-614, das hydraulische Getriebe ein Voith L 33 U. Die Kraft wird über Ketten vom Getriebe auf die Achsen übertragen. Die Lokomotiven besitzen Druckluftbremsen.

## Verwendung und Verbleib
Es werden nur noch wenige Lokomotiven verwendet, ein Großteil wurde in den 1980er und 1990er Jahren außer Dienst gestellt. Einige wurden als Werklokomotiven an Industriebetriebe abgegeben.
Fünf Lokomotiven sind im Museumsbestand, darunter Tve1 422 im Dampflokpark Haapamäki.
Von folgenden Lokomotiven sind Daten aus ihren Lebensläufen bekannt:
- Tve1 408 wurde Anfang 2017 an Höyryveturimatkat 1009 Oy verkauft.[1] Die Lokomotive stand vorher außer Betrieb im Bahnbetriebswerk Turku im Freien abgestellt. Höyryveturimatkat 1009 Oy führt Sonderfahrten auf dem finnischen Streckennetz durch und besitzt die Dampflokomotive Hr1 1009. Diese war vom 7. bis 8. Juli 2017 auf der Strecke Mynttilä–Ristiina mit einem Sonderzug unterwegs. Trotz der maximal zulässigen Geschwindigkeit von 20 km/h entgleiste die Dampflokomotive wegen eines Lagerschadens. Deshalb fuhren am 21. Juli 2017 sechs Personenzüge mit der Tve1 408 zwischen dem Bahnhof Turku und dem Hafen von Turku.[2]
- Tve1 416 (Saalasti OTSO1, Fabriknummer 29/1960) wurde im Dezember 2017 an Teräspyörä verkauft. Zuvor wurde sie in der Glasfabrik Pilkington in Lahti eingesetzt, die 2012 geschlossen wurde. Seither war sie dort auf dem Werksgelände abgestellt.[3] Mit der EVN 98 10 8008 416-4 wird sie in der Werkstatt in Voikkaa des Eisenbahnfahrzeugherstellers Teräspyörä eingesetzt.[4]
- Tve1 417 wurde Ende 2013 von Easmar Logistics getestet. Die Firma Easmar Logistics Oy wurde am 16. Dezember 2013 gegründet. Das Unternehmen führt Rangier- und Umladearbeiten in Kouvola durch.[5]
- Tve1 420 wurde 2016 verschrottet.[6]
- Tve1 426 wurde im April 2006 ausgemustert.[7]
- Tve1 436 wurde Anfang 2011 an das Eisenbahnmuseum Keitele-Museo Oy in Keitele übergeben.[8]